# Келли, Роберт
Ро́берт «Боб» Ке́лли (англ. Robert «Bob» Kelly; род. 3 мая 1955) — шотландский кёрлингист и тренер по кёрлингу.
В составе мужской сборной Великобритании участвовал в зимних Олимпийских играх 1992, где кёрлинг был демонстрационным видом спорта. В составе мужской сборной Шотландии участник трёх чемпионатов мира и одного чемпионата Европы. Трёхкратный чемпион Шотландии среди мужчин, чемпион Шотландии среди смешанных команд, чемпион Шотландии среди юниоров.

## Достижения
- Чемпионат мира по кёрлингу среди мужчин: серебро (1995).
- Чемпионат Шотландии по кёрлингу среди мужчин: золото (1994, 1995, 2000).
- Чемпионат Шотландии по кёрлингу среди смешанных команд: золото (1994), серебро (1993, 1998).
- Чемпионат Шотландии по кёрлингу среди юниоров: золото (1976).

- «Команда всех звёзд» (англ. All-Star Team) чемпионата мира среди юниоров: 1976.

## Команды
| Сезон                                          | Четвёртый       | Третий         | Второй          | Первый           | Запасной                                       | Турниры                       |
| ---------------------------------------------- | --------------- | -------------- | --------------- | ---------------- | ---------------------------------------------- | ----------------------------- |
| 1975—76                                        | Роберт Келли    | Кен Хортон     | Уилли Джеймисон | Кит Дуглас       |                                                | ЧШЮ 1976 · ЧМЮ 1976 (4 место) |
| 1991—92                                        | Хэмми Макмиллан | Норман Браун   | Гордон Мюрхед   | Роджер Макинтайр | Роберт Келли                                   | ЗОИ 1992 (демо) (5 место)     |
| 1993—94                                        | Колин Хэмилтон  | Боб Келли      | Вик Моран       | Колин Барр       | Тревор Доддс (ЧМ)                              | ЧШМ 1994 · ЧМ 1994 (7 место)  |
| 1994—95                                        | Гордон Мюрхед   | Питер Лаудон   | Роберт Келли    | Рассел Кейллер   | Грэм Коннал (ЧМ)                               | ЧШМ 1995 · ЧМ 1995            |
| 1996—97                                        | Гордон Мюрхед   | Питер Лаудон   | Роберт Келли    | Рассел Кейллер   |                                                |                               |
| 1999—00                                        | Роберт Келли    | Нил Хэмптон    | Том Пендрей     | Росс Хепбёрн     | Гордон Мюрхед (ЧМ) тренер: Робин Копленд       | ЧШМ 2000 · ЧМ 2000 (8 место)  |
| 2000—01                                        | David Mundell   | Richard Goldie | Alan Smith      | Chris Hildrey    | Роберт Келли тренеры: Robin Halliday, Майк Хэй | ЧЕ 2000 (8 место)             |
| 2003—04                                        | Роберт Келли    | Нил Хэмптон    | Том Пендрей     | Росс Хепбёрн     |                                                |                               |
| 2004—05                                        | Роберт Келли    | Нил Хэмптон    | Том Пендрей     | Росс Хепбёрн     |                                                | ЧШМ 2005 (8 место)            |
| 2009—10                                        | Питер Лаудон    | Логан Грей     | Richard Woods   | Роберт Келли     |                                                |                               |
| Кёрлинг среди смешанных команд (mixed curling) |                 |                |                 |                  |                                                |                               |
| 1992—93                                        | Колин Хэмилтон  | Carol Ross     | Боб Келли       | Catherine Dodds  |                                                | ЧШСК 1993                     |
| 1993—94                                        | Колин Хэмилтон  | Carol Ross     | Боб Келли       | Catherine Dodds  |                                                | ЧШСК 1994                     |
| 1997—98                                        | Боб Келли       | Джиллиан Барр  | Колин Барр      | Wendy Barr       |                                                | ЧШСК 1998                     |

(скипы выделены полужирным шрифтом)

## Результаты как тренера национальных сборных
| Год  | Турнир                                        | Сборная                 | Место |
| ---- | --------------------------------------------- | ----------------------- | ----- |
| 2001 | Чемпионат мира по кёрлингу среди юниоров 2001 | Шотландия (юниоры муж.) | 4     |
| 2002 | Чемпионат мира по кёрлингу среди юниоров 2002 | Шотландия (юниоры муж.) | 3     |